# Сфорцакоста (Мачерата)
Сфорцакоста (итал. Sforzacosta) насеље је у Италији у округу Мачерата, региону Марке.
Према процени из 2011. у насељу је живело 2102 становника. Насеље се налази на надморској висини од 133 м.